# کمیساریای عالی سازمان ملل متحد برای پناهندگان
کمیساریای عالی پناهندگان سازمان ملل (با سر نام  یو ان اچ سی آر) یکی از آژانس‌های تخصصی سازمان ملل متحد است که در ژنو سوئیس واقع شده‌است. این دفتر در ۱۴ دسامبر سال ۱۹۵۰ برای محافظت و حمایت از پناهندگان و یاری رساندن در امر بازگشت یا اسکان مجدد آنها تأسیس شد.
این سازمان به عنوان جایگزین سازمان بین‌المللی پناهندگان، و پیشتر از آن اداره کل نجات و توانبخشی سازمان ملل، به وجود آمد. تاکنون دو بار جایزه صلح نوبل در سال‌های ۱۹۵۴ و ۱۹۸۱ به این سازمان اعطا شده‌است. وظیفه کمیساریای عالی پناهندگان سازمان ملل رهبری و هماهنگ نمودن فعالیت‌های بین‌المللی برای محافظت و رفع مشکلات پناهندگان در سراسر جهان می‌باشد. هدف اولیه سازمان حراست از حقوق و سلامتی پناهندگان است. این سازمان می‌کوشد تا از احترام به حقوق پناهندگان و سلامت آنها در کشورهای دیگر، بازگشت داوطلبانه آنها به کشور خود، اسکان مجدد آنها در کشور ثالث و غیره مطابق قوانین بین‌المللی اطمینان حاصل کند.
در تاریخ ۱ ژانویه سال ۲۰۰۳ این سازمان طی گزارشی اعلام کرد جمعیتی بالغ بر ۲۰۵۵۶۷۸۱ نفر از جمله حدود ۵٫۵ میلیون نفر در اروپا و آمریکای شمالی تحت پوشش آن قرار دارند.
از سال ۲۰۰۴ آژانس به حدود ۵۰ میلیون نفر از مردم در بازسازی زندگی‌شان کمک کرد. این سازمان با ستادی در حدود ۵۰۰۰ نفر در بیش از ۱۲۰ کشور در کمک کردن به حدود ۲۰ میلیون نفر فعال است.
خدمات یو ان اچ سی آر همچنین توسط سفیران حسن نیت سازمان ارائه می‌شود. یکی از این سفیران آنجلینا جولی هنرپیشه نامدار آمریکایی است
این سازمان نیز در سال۲۰۲۲–۲۰۲۳ اسپانسر باشگاه فوتبال بارسلونا شد.

## کارکنان
تا سال ۲۰۲۳، بیش از ۱۸۸۷۹ نفر از ۱۳۸ کشور مختلف در کمیساریای عالی پناهندگان سازمان ملل مشغول به کار هستند.

### کمیسرهای عالی
مجمع عمومی سازمان ملل هر پنج سال یک بار کمیسر عالی پناهندگان را انتخاب می‌کند. کمیسر عالی باید گزارش‌های سالانه خود را به مجمع عمومی سازمان ملل ارائه دهد و دستورالعمل‌های آنها را اجرا کند. کمیسر عالی فعلی فیلیپو گراندی است که از ۱ ژانویه ۲۰۱۶ این سمت را بر عهده دارد. تا پیش از تشکیل سازمان ملل متحد، فریتیوف نانسن کمیسر عالی پناهندگان در جامعه ملل بود.
| ر. | تصویر                   | کمیسر                                                  | آغاز تصدی      | پایان تصدی     | طول دوران       | ملیت                |
| -- | ----------------------- | ------------------------------------------------------ | -------------- | -------------- | --------------- | ------------------- |
| ۰  | فریتیوف نانسن           | فریتیوف نانسن (۱۹۳۰–۱۸۶۱) کمیسر پناهندگان در جامعه ملل | ۱ سپتامبر ۱۹۲۱ | ۱۹۲۷           | ۴–۵ سال         | نروژ                |
| ۱  | گریت یان فان هیون گدارت | گریت یان فان هیون گدارت (۱۹۵۶–۱۹۰۱)                    | ۱ ژانویه ۱۹۵۱  | ۸ ژوئیه ۱۹۵۶   | ۵ سال، ۱۸۹ روز  | هلند                |
| ۲  | آگوست لیندت             | آگوست لیندت (۲۰۰۰–۱۹۰۵)                                | ۸ ژوئیه ۱۹۵۶   | ۳ نوامبر ۱۹۶۰  | ۴ سال، ۱۱۸ روز  | سوئیس               |
| ۳  | فلیکس اشنایدر           | فلیکس اشنایدر (۱۹۹۲–۱۹۱۰)                              | ۳ نوامبر ۱۹۶۰  | ۳۱ دسامبر ۱۹۶۵ | ۵ سال، ۵۸ روز   | سوئیس               |
| ۴  | صدرالدین آقاخان         | صدرالدین آقاخان (۲۰۰۳–۱۹۳۳)                            | ۱ ژانویه ۱۹۶۶  | ۳۱ دسامبر ۱۹۷۷ | ۱۱ سال، ۳۶۴ روز | ایران               |
| ۵  | پل هارتلینگ             | پل هارتلینگ (۲۰۰۰–۱۹۱۴)                                | ۱ ژانویه ۱۹۷۸  | ۳۱ دسامبر ۱۹۸۵ | ۷ سال، ۳۶۴ روز  | دانمارک             |
| ۶  | ژان پیر هوکه            | ژان پیر هوکه (زادهٔ ۱۹۳۸)                               | ۱ ژانویه ۱۹۸۶  | ۳۱ دسامبر ۱۹۸۹ | ۳ سال، ۳۶۴ روز  | سوئیس               |
| ۷  | توروالد استولتنبرگ      | توروالد استولتنبرگ (۲۰۱۸–۱۹۳۱)                         | ۱ ژانویه ۱۹۹۰  | ۳ نوامبر ۱۹۹۰  | ۳۰۶ روز         | نروژ                |
| ۸  | ساداکو اوگاتا           | ساداکو اوگاتا (۲۰۱۹–۱۹۲۷)                              | ۳ نوامبر ۱۹۹۰  | ۳۱ دسامبر ۲۰۰۰ | ۱۰ سال، ۵۹ روز  | ژاپن                |
| ۹  | رود لوبرس               | رود لوبرس (۲۰۱۸–۱۹۳۹) (استعفا داد)                     | ۱ ژانویه ۲۰۰۱  | ۲۰ فوریه ۲۰۰۵  | ۴ سال، ۵۰ روز   | هلند                |
| –  | وندی چمبرلین            | وندی چمبرلین (زادهٔ ۱۹۴۸) سرپرست                        | ۲۴ فوریه ۲۰۰۵  | ۲ ژوئن ۲۰۰۵    | ۹۸ روز          | ایالات متحده آمریکا |
| ۱۰ | آنتونیو گوترش           | آنتونیو گوترش (زادهٔ ۱۹۴۹)                              | ۲ ژوئن ۲۰۰۵    | ۳۱ دسامبر ۲۰۱۵ | ۱۰ سال، ۲۱۲ روز | پرتغال              |
| ۱۱ | فیلیپو گراندی           | فیلیپو گراندی (زادهٔ ۱۹۵۷)                              | ۱ ژانویه ۲۰۱۶  | متصدی          | ۹ سال، ۱۰۸ روز  | ایتالیا             |

### فرستاده ویژه کمیسر عالیفیلیپو گراندی
- آنجلینا جولی

پس از ۱۰ سال خدمت به عنوان سفیر حسن نیت، آنجلینا جولی در سال ۲۰۱۲ به سمت فرستاده ویژه کمیسر عالی پناهندگان ارتقا یافت. در این سمت او نماینده دیپلماتیک کمیساریای عالی پناهندگان سازمان ملل متحد و کمیسر عالی فیلیپو گراندی در سطح بین‌الملل است و برای تسهیل راه حل‌های بلندمدت برای افرادی که به دلیل بحران‌های بزرگ، در کشورهایی مثل افغانستان و سومالی آواره شده‌اند، کار می‌کند. سخنگوی کمیساریای عالی پناهندگان سازمان ملل گفت: «این یک موقعیت استثنایی است که نشان دهنده نقش استثنایی او برای ما است.

### سفیران حسن نیت
فهرست زیر شامل سفیران حسن نیت کمیساریای عالی پناهندگان سازمان ملل متحد  است. 
- باربارا هندریکس (سفیر افتخاری مادام العمر)
- کیت بلانشت
- دیوید موریسی
- نیل گیمن
- یائو چن
- جولین کلرک
- جرج دالاراس
- آلساندرو گاسمان
- خالد حسینی
- کریستین دیویس
- عادل امام
- گر دوانی
- روکیا ترائوره
- اسوالدو لاپورت
- خسوس وازکز
- آلک وک
- جونگ وو-سونگ
- ساحل لوندبرگ
- جان آبراهام
- یسرا ماردینی
- شیخه ریما الصباح
- ایسکوی آبالیان
- اتم آرائولو
- آلفونسو دیویز
- تحسن رحمان خان

## نگارخانه

نگارخانه کمیساریای پناهندگان
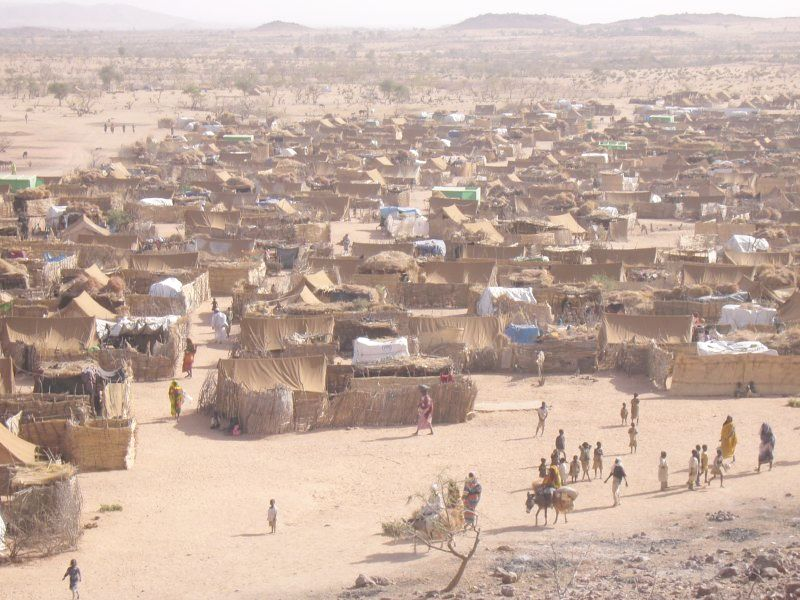
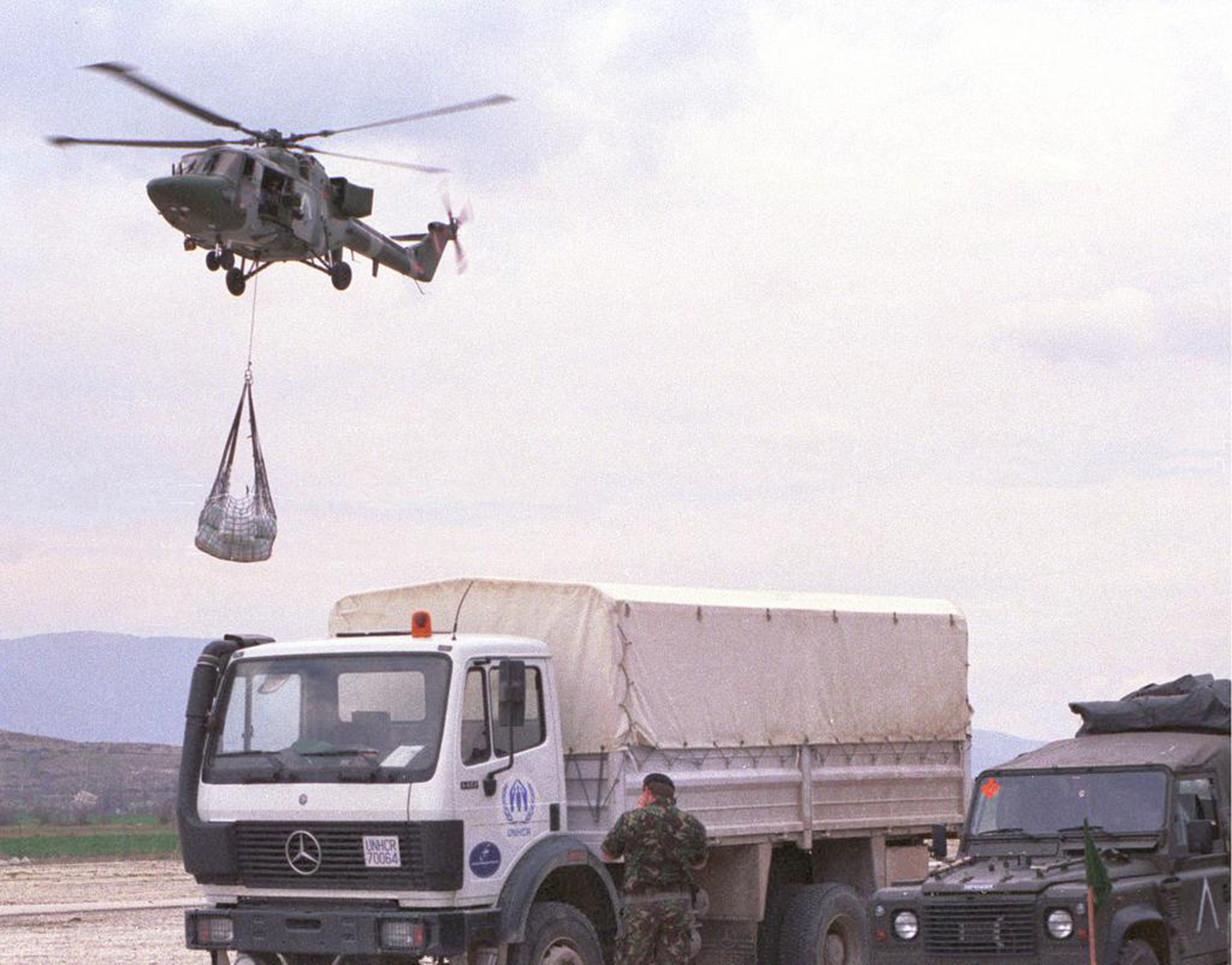
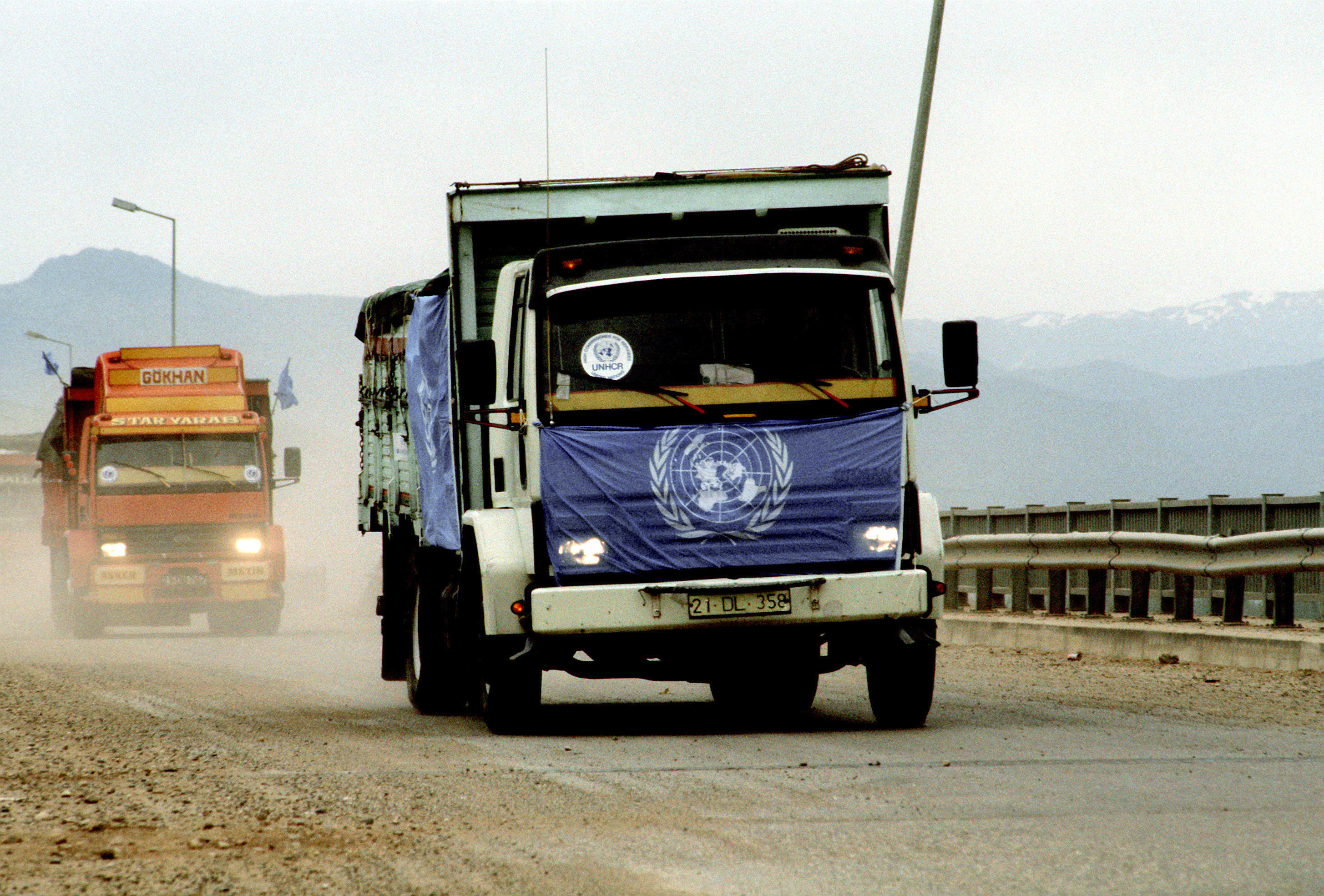
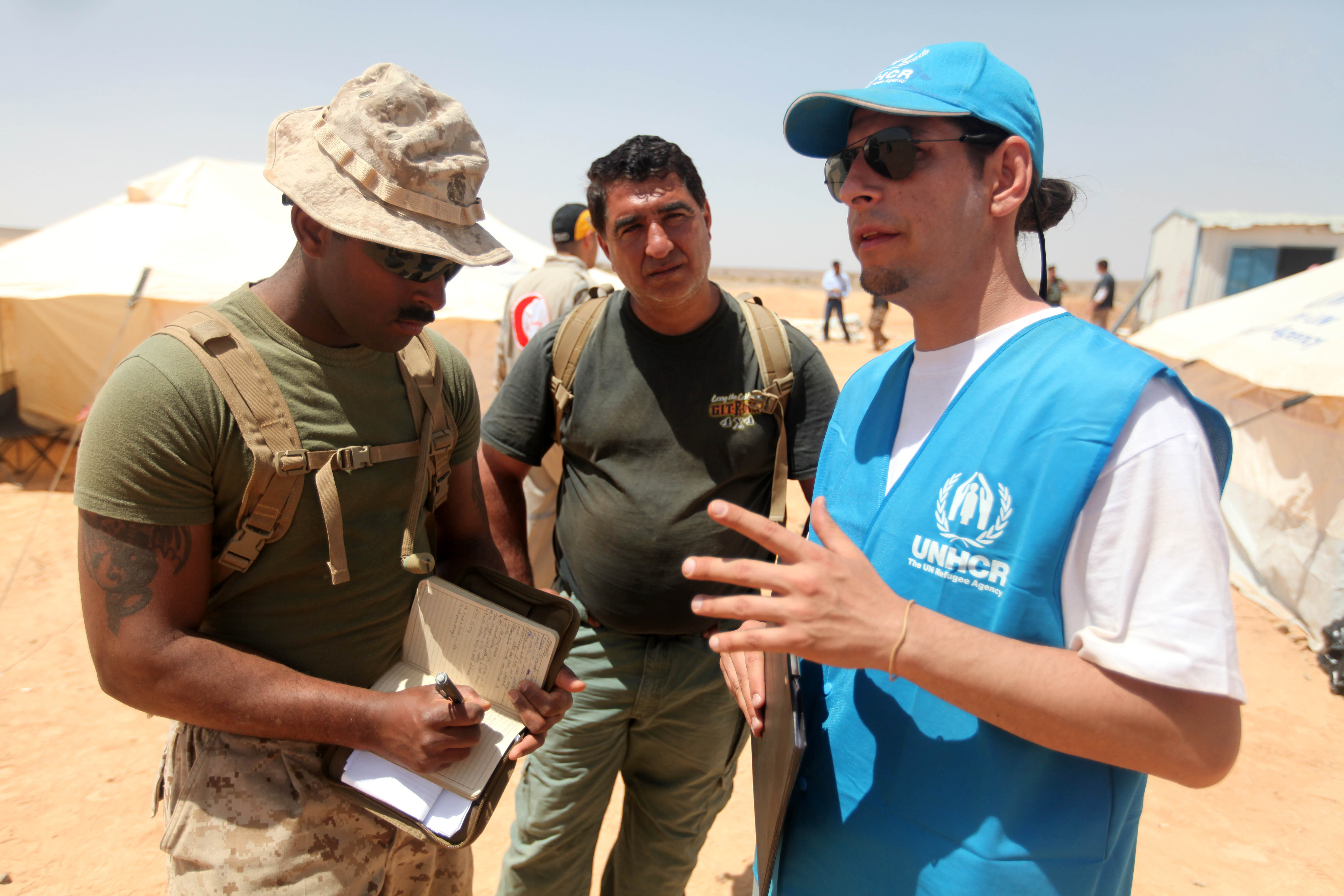
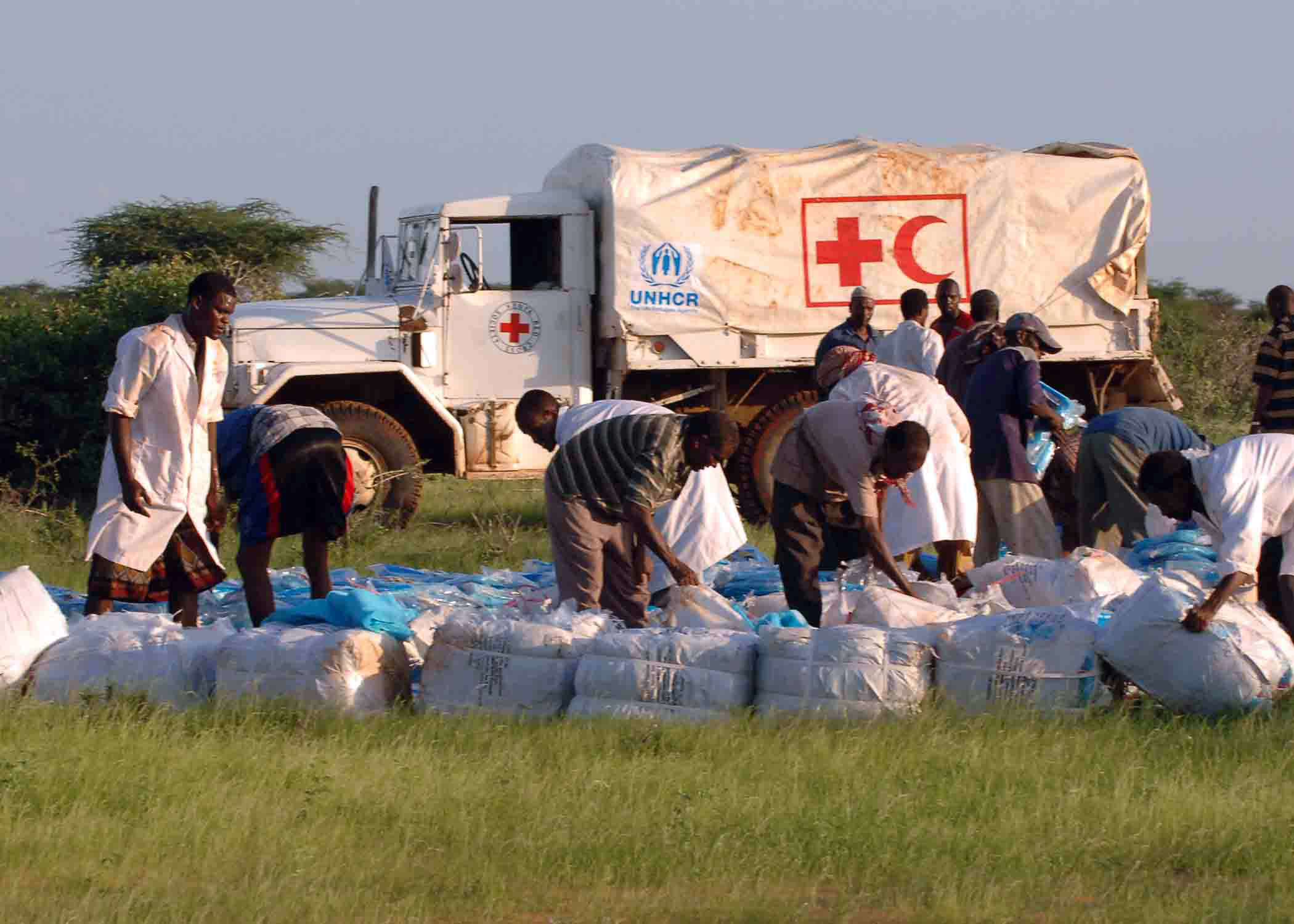
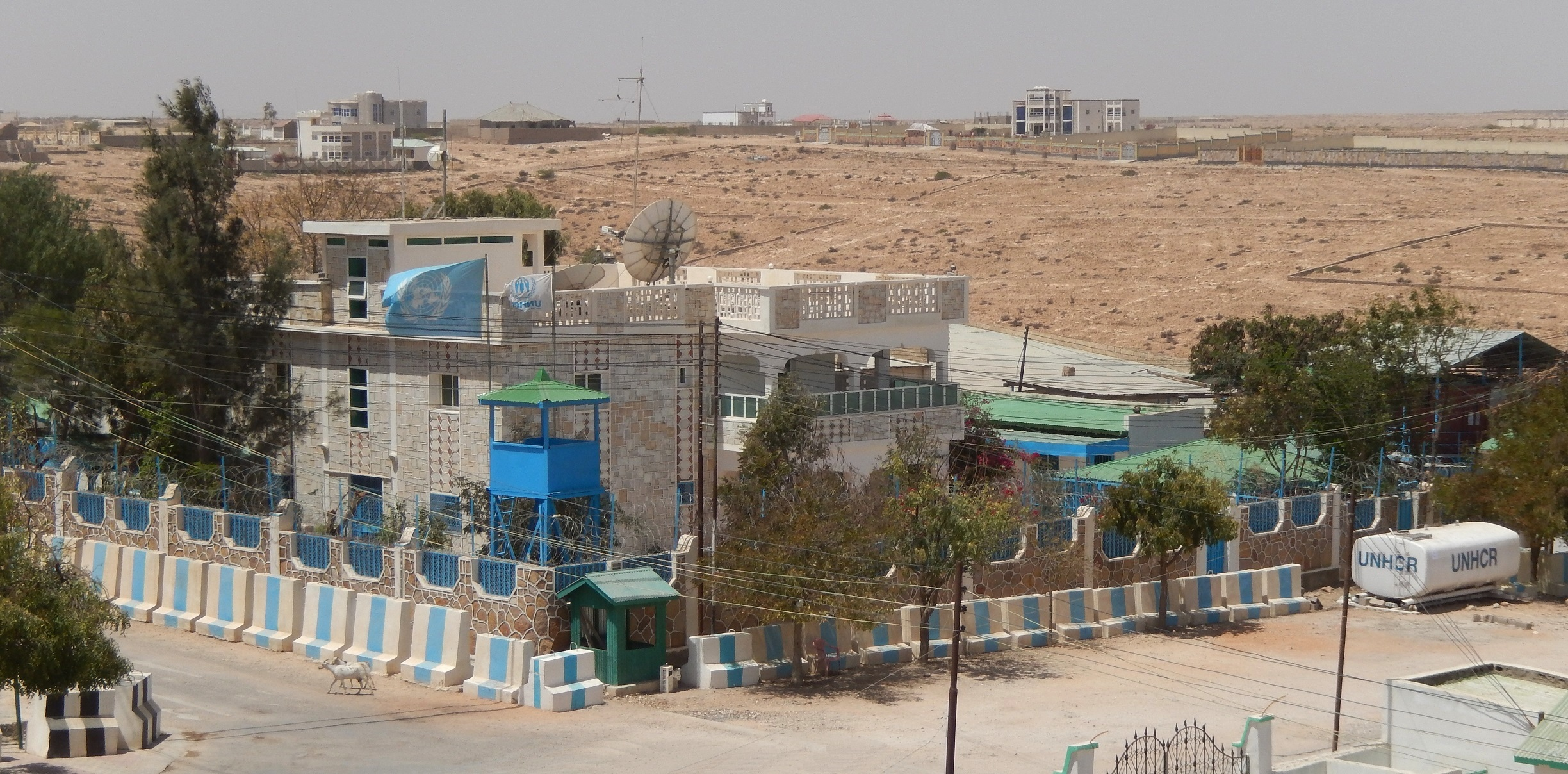
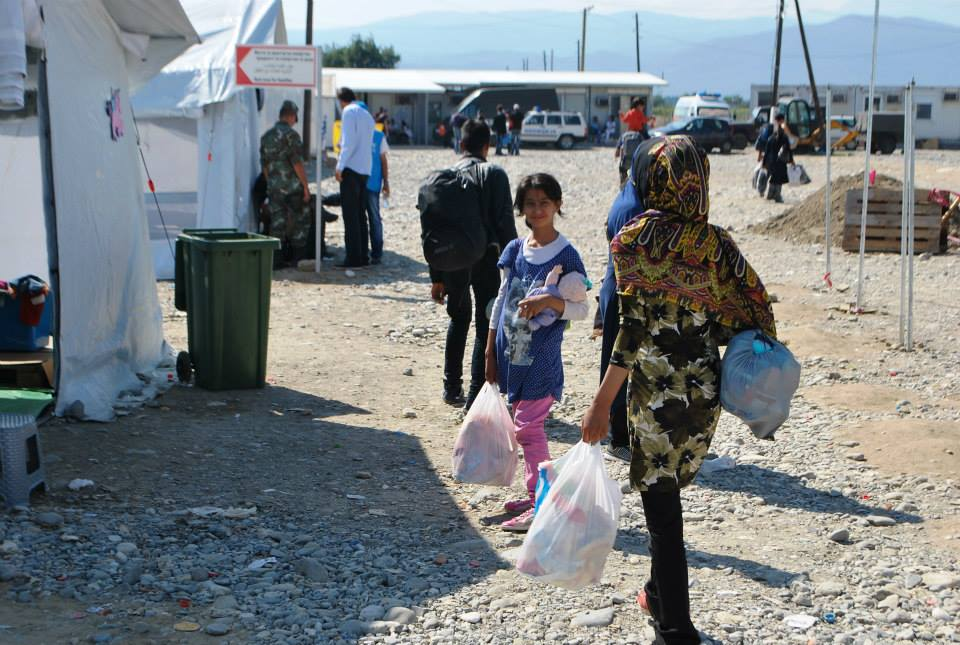
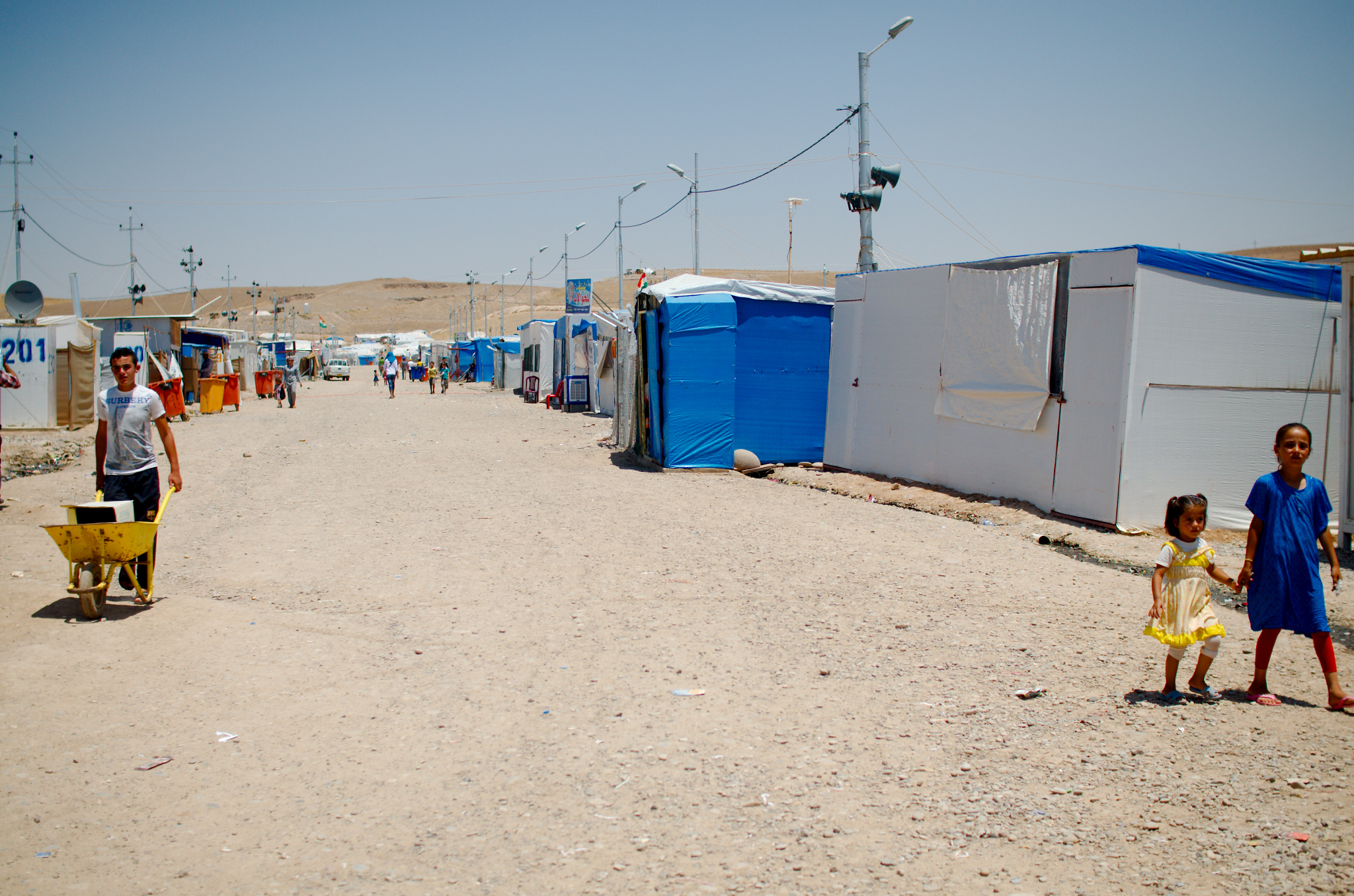
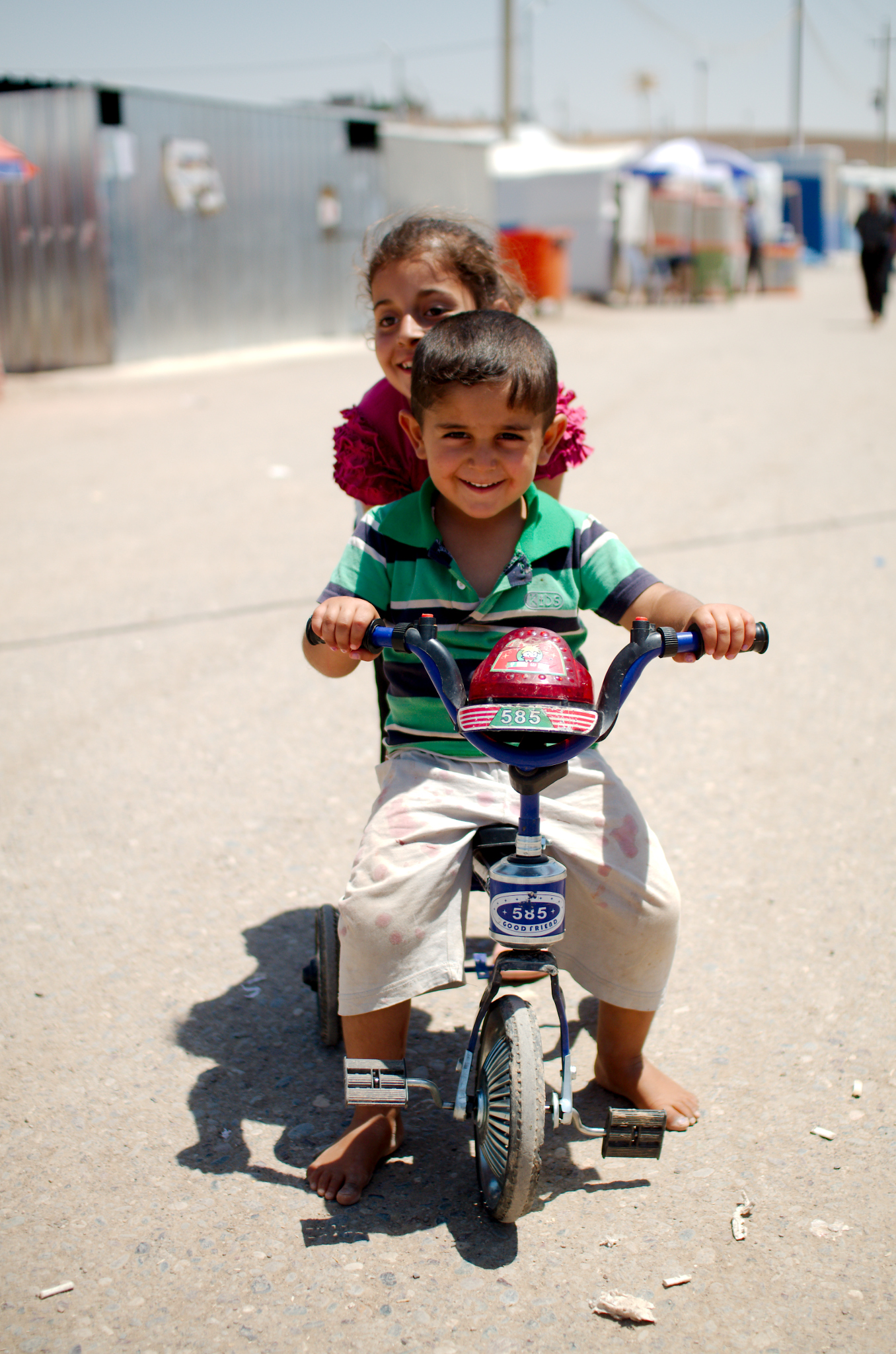
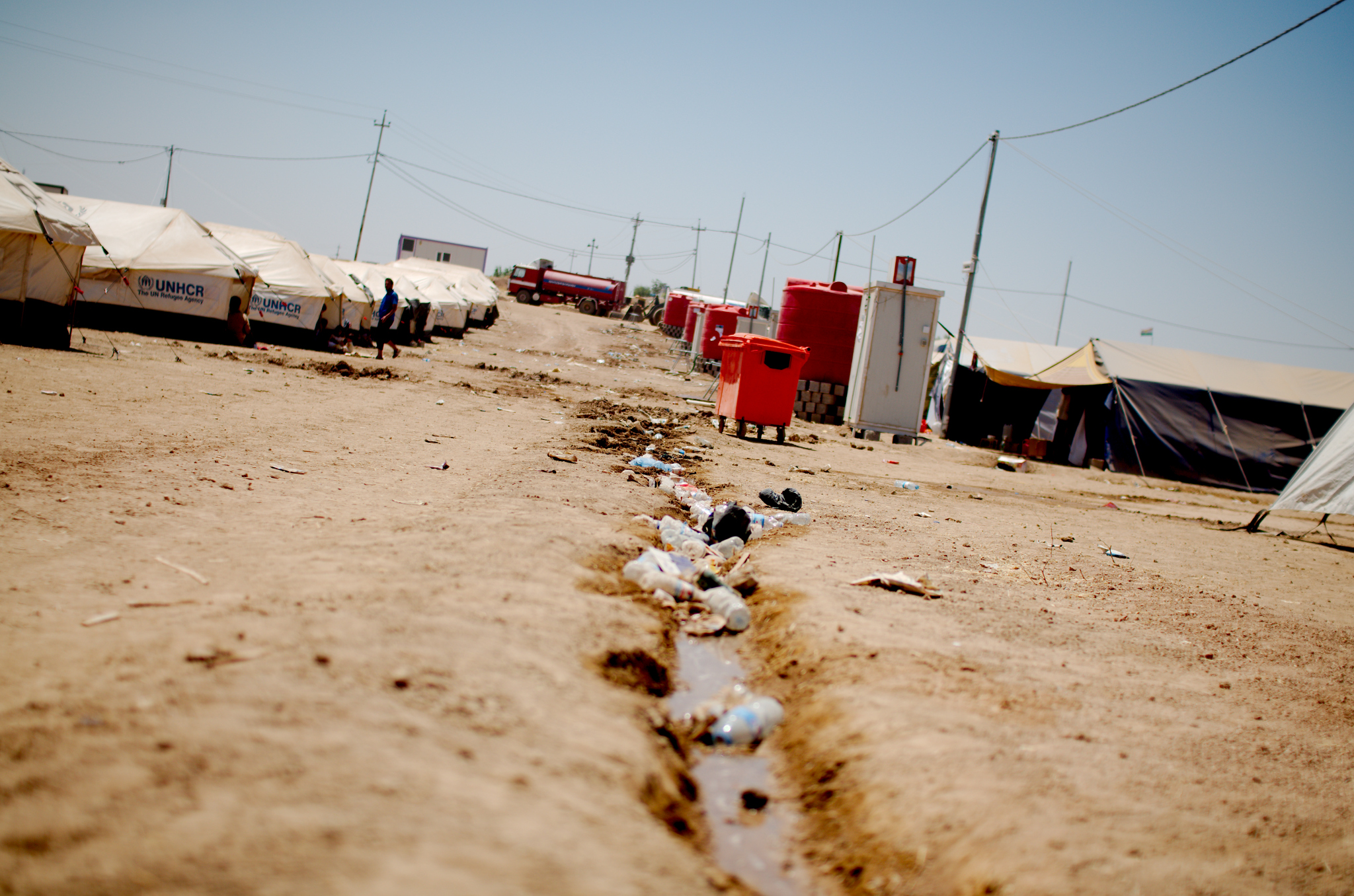
داخل کمپ پناهندگان شمال عراق
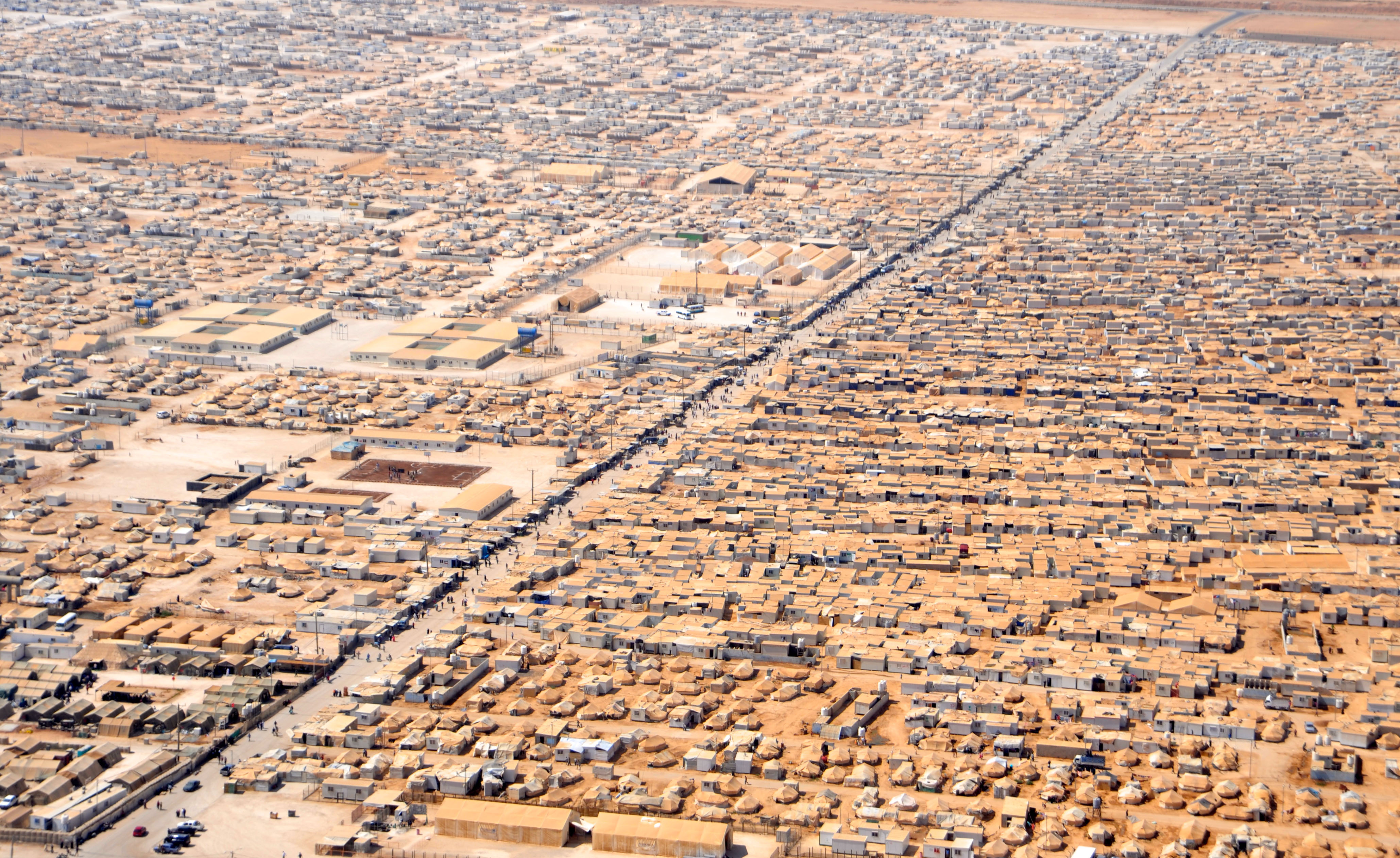
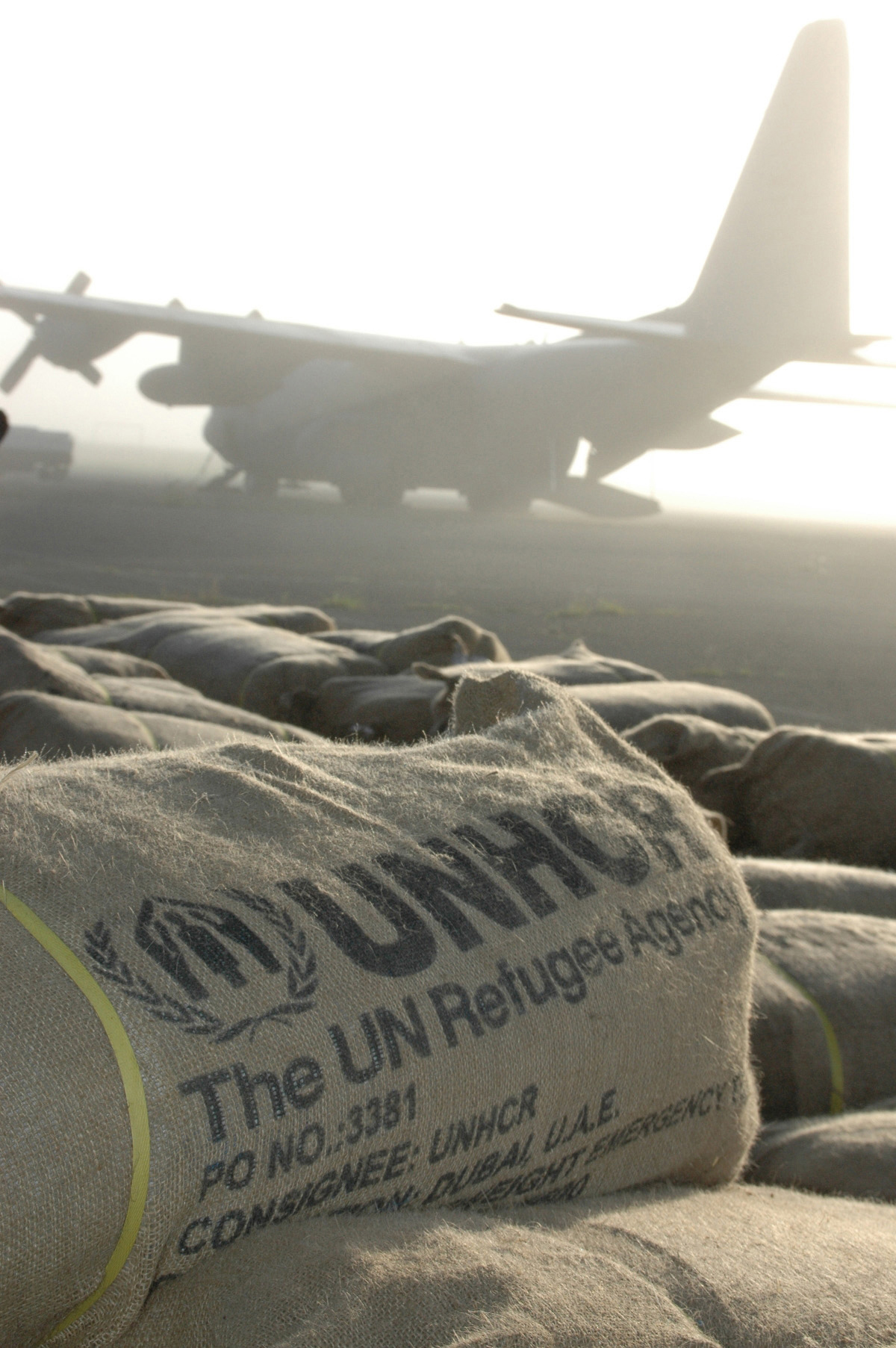